# Kristine Lunde-Borgersen
Kristine Lunde-Borgersen (Kristiansand, 30 marzo 1980) è un'ex pallamanista norvegese.
Con la maglia della nazionale norvegese ha vinto l'oro olimpico ai Giochi di Pechino 2008 e di Londra 2012.
Anche sua sorella gemella Katrine Lunde Haraldsen è una pallamanista.

## Palmarès

### Club
- EHF Champions League: 2

Viborg: 2008-2009, 2009-2010
- Campionato danese: 3

Viborg: 2007-2008, 2008-2009, 2009-2010
- Coppa di Danimarca: 2

Viborg: 2006-2007, 2007-2008
- Campionato norvegese: 1

Vipers Kristiansand: 2018
- Coppa di Norvegia: 1

Vipers Kristiansand: 2018

### Nazionale
- Oro olimpico: 2

Pechino 2008
Londra 2012
- Campionato mondiale

 Oro: Brasile 2011
 Argento: Italia 2001
 Bronzo: Cina 2009
- Campionato europeo

 Oro: Ungheria 2004
 Oro: Svezia 2006
 Oro: Macedonia 2008
 Argento: Serbia 2012

### Individuale
- Migliore giocatrice al campionato europeo: 1

Macedonia 2008
- Migliore centrale al campionato europeo: 1

Macedonia 2008
- Migliore giocatrice del campionato norvegese: 1

2004
- Migliore centrale del campionato norvegese: 1

2004